# Liddington
 (septembre 2023).
Liddington est une paroisse civile et un village du Wiltshire, en Angleterre.